# Souk d'Alep

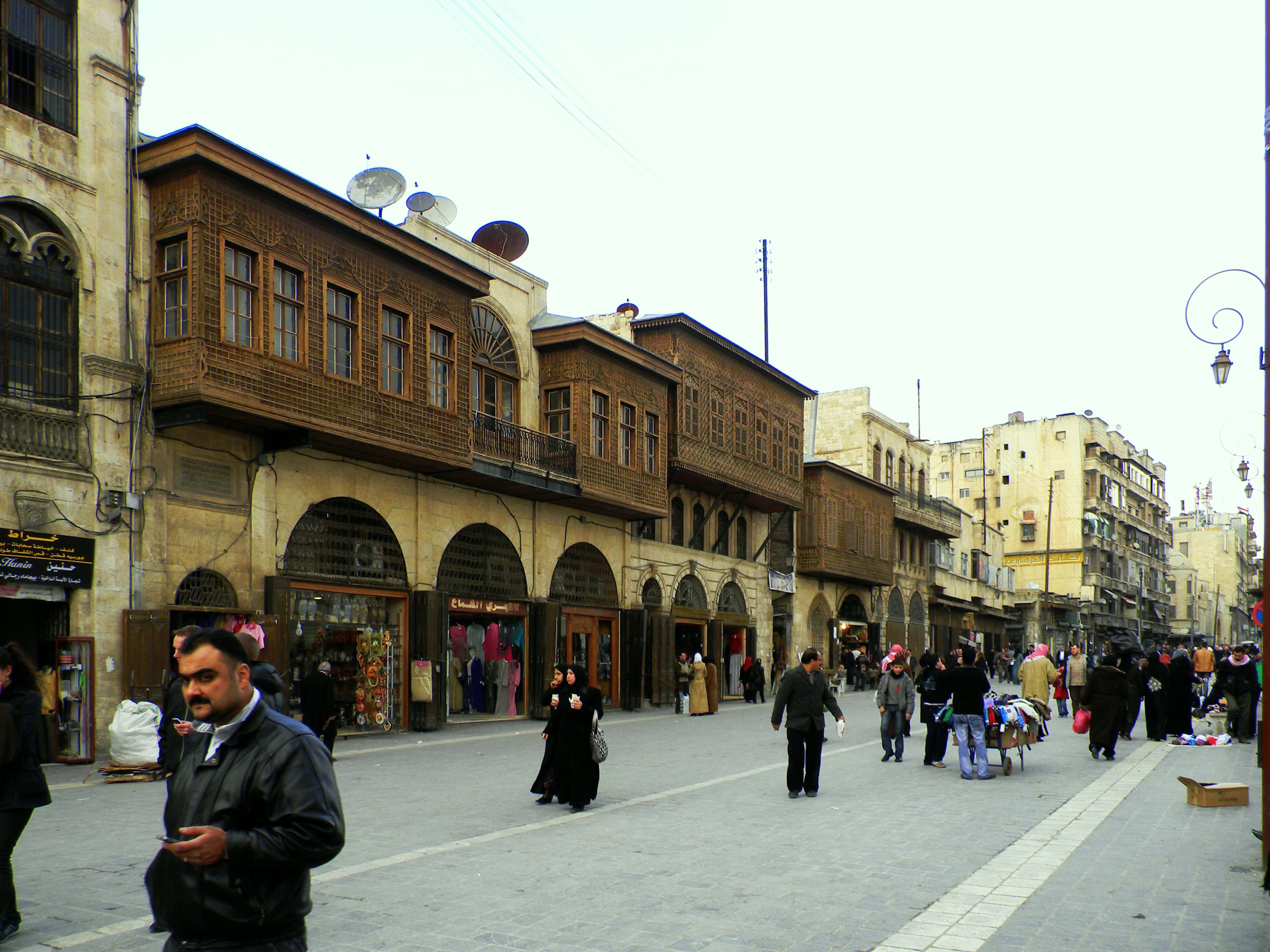
Une des entrées avant les destructions.

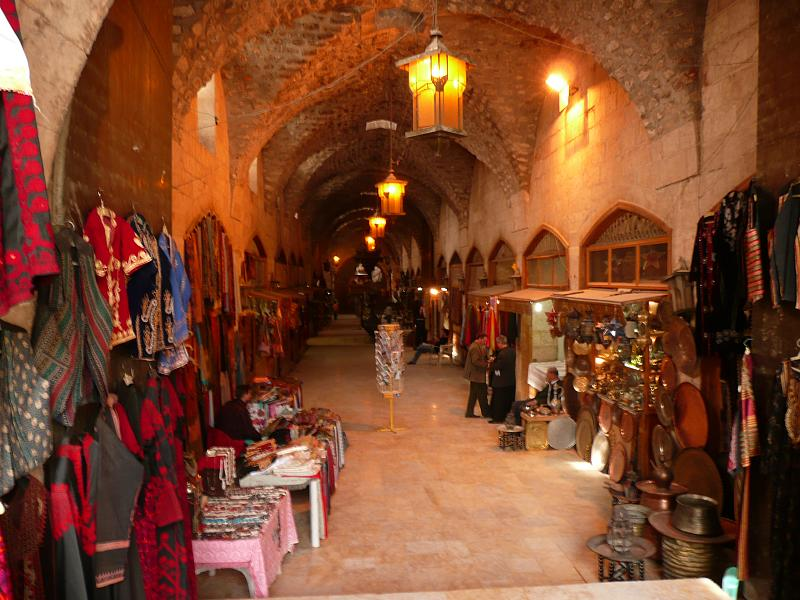
Le Khan al-Shouneh, section du souk d'Alep, avant les destructions.

Le souk d'Alep, ou souk al-Madina est un souk couvert, situé dans la vieille ville d'Alep, classée au patrimoine mondial de l'UNESCO depuis 1986. C'est le plus grand marché couvert du monde, avec une longueur totale approximative de 13 kilomètres. La majeure partie du souk date du XIVe siècle.
Pendant la guerre civile syrienne et la bataille d'Alep, une grande partie du souk a été détruite dès septembre 2012 par l'offensive rebelle, puis par les incendies et les bombardements au cours de combats répétés entre l'armée et les rebelles. En 2016, il était toujours vide et déserté.
Après la réunification de la ville et la défaite des rebelles à la fin de l'année 2016, il est constaté que près de sept cents échoppes n'étaient plus que cendres, surtout dans le souk des femmes, le souk de l'or et celui des épices. 

## Souks et khans
Avant sa destruction, le souk d'Alep était divisé en plusieurs souks et khans (ou caravansérails), parmi lesquels:
- Le Khan al-Qadi, un des plus anciens kans d'Alep, datant de 1450 ;
- Le Khan al-Burghul, construit en 1472. Il a accueilli le consulat général britannique d'Alep jusqu'au début du XXe siècle ;
- Le Souq al-Saboun ou le kan des savons, construit au début du XVIe siècle, l'un des principaux centres de production du savon d'Alep ;
- Le Souq Khan al-Nahhaseen ou le souk des tonneliers, construit en 1539, a hébergé le Consulat général belge au XVIe siècle, puis est devenu un lieu de vente de chaussures, avec 84 boutiques ;
- Le Khan al-Shouneh, construit en 1546, accueillait les boutiques d'arts et d'artisanats traditionnels ;
- Le Souq Khan al-Jumrok, centre commerçant des textiles, avec 55 boutiques, a été construit en 1574 Le khan Al-Gumrok était considéré comme le plus grand kan du souk d'Alep ;
- Le Souq Khan al-Wazir, construit en 1682, principal marché des produits de coton ;
- Le Souq al-Farrayin ou le marché aux fourrures, à l'entrée principale du souk par le sud, accueillait 77 boutiques spécialisées dans les produits à base de fourrures ;
- Le Souq al-Hiraj était traditionnellement le marché de bois de chauffage et de charbon, avec 33 boutiques vendant des tapis ;
- Le Souq al-Dira', un grand marché d'habillement, un des souks les plus organisés avec 59 ateliers ;
- Le Souq al-Attareen ou marché aux herbes. Traditionnellement, il était le marché aux épices. 82 boutiques y vendaient principalement du textile, quelques boutiques vendant des épices ;
- Le Souq az-Zirb, à l'origine le Souq ad-Dharb, était l'entrée principale du souk d'Alep à l'est. Pendant la période mamelouk, on y frappait la monnaie. Avec 71 boutiques, il accueillait des ateliers de textiles et de vêtements ;
- Le Souq al-Behramiyeh, près de la mosquée Behramiyeh, avec 52 boutiques de produits alimentaires ;
- Le Souq Marcopoli (dérivé du nom de Marco Polo), un centre de vente de textile, avec 29 boutiques ;
- Le Souq al-Atiq ou le vieux souk, spécialisé dans la vente de cuir non travaillé, avec 48 boutiques ;
- Le Souq as-Siyyagh ou marché aux bijoux, le principal centre bijoutier d'Alep et de Syrie, avec 99 boutiques sur deux allées parallèles ;
- Le Khan des Vénitiens était la résidence du consul de Venise et des marchands vénitiens ;
- Le Souq an-Niswan ou marché des femmes, où se vendaient toutes sortes d'accessoires, de vêtements et d'accessoires de mariage ;
- Le Souq Arslan Dada, entrée principale du souk depuis le nord. Avec 33 boutiques, c'était un centre de commerce de maroquinerie et du textile ;
- Le Souq al-Haddadin, une des entrées nord de la vieille ville, accueillait traditionnellement les forgerons ;
- Le Souq Khan al-Harir ou le kan de la soie, est une des entrées nord du souk. Construit dans la seconde moitié du XVIe siècle, il était spécialisé dans le textile. Il a accueilli le consulat de Perse jusqu'en 1919 ;
- Le Suweiqa (pour petit souk en langue arabe) couvrait deux longues allées : le Sweiqat Ali et le Suweiqat Hatem, localisé dans le quartier al-Farafira, qui accueillait plusieurs kans et marchés spécialisés dans les produits d'équipement de la maison et de la cuisine.